# Tartiflette

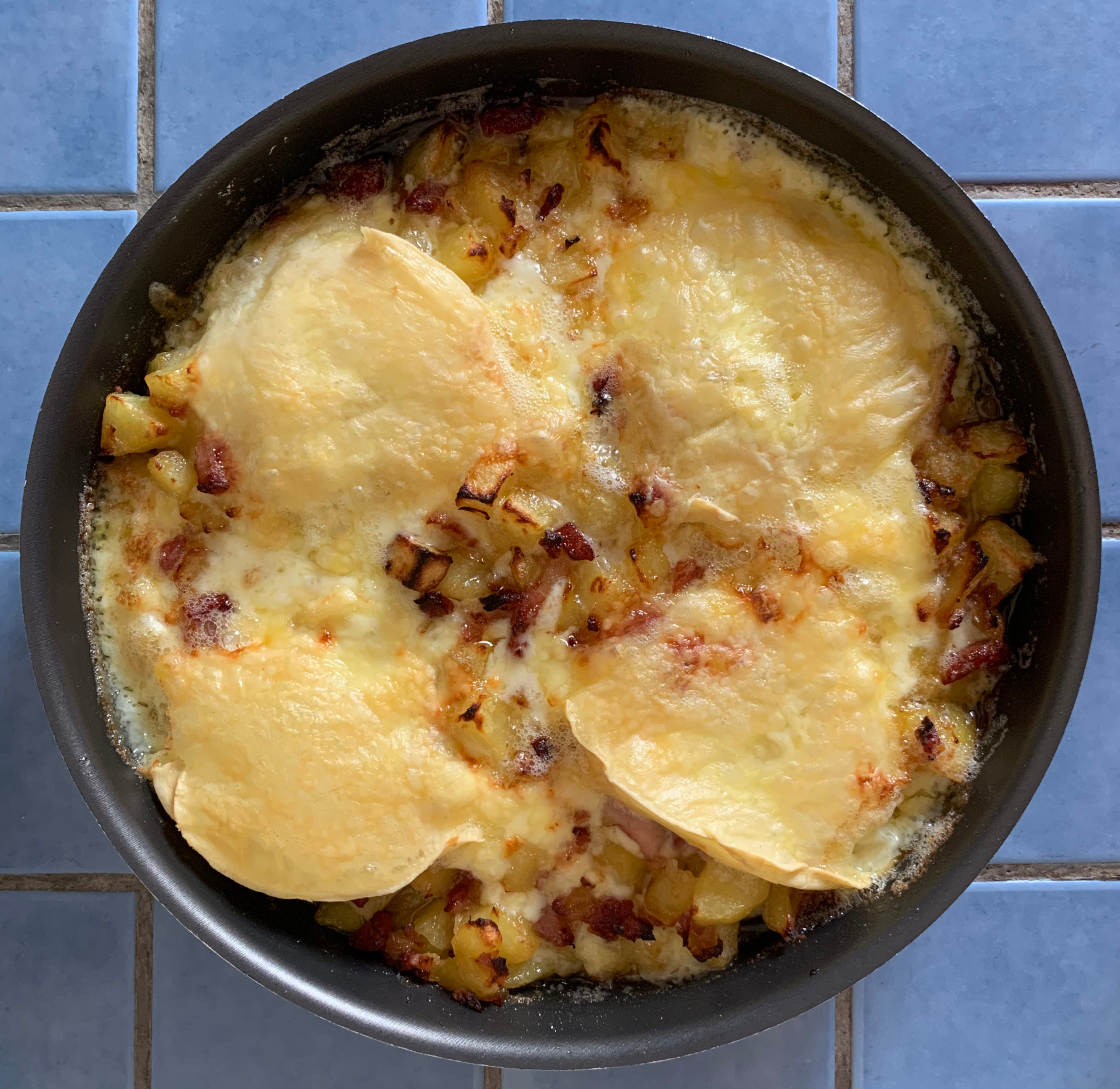

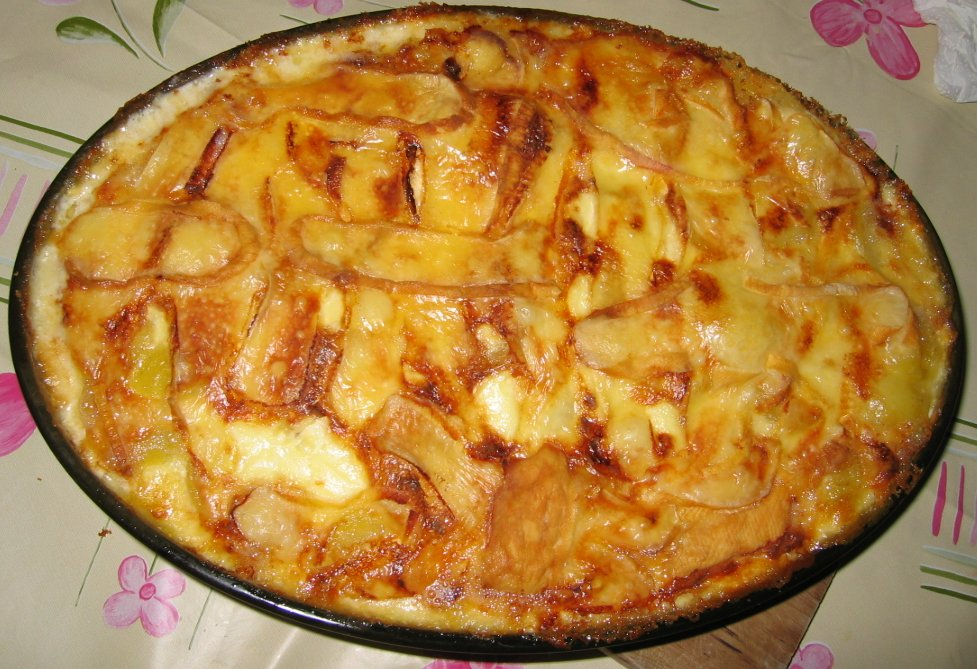
En form tartiflette.

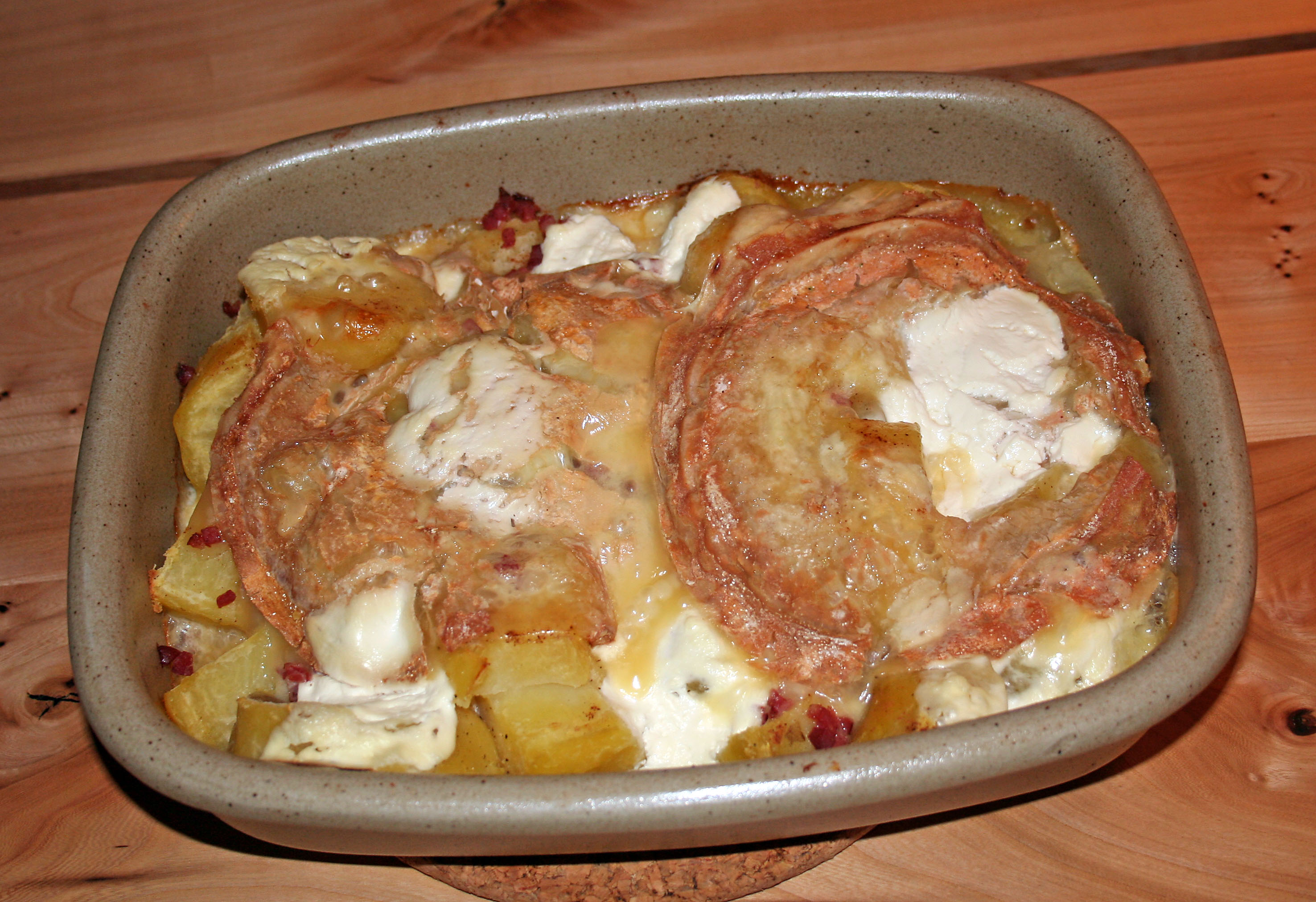

Tartiflette är en sorts potatisgratäng med reblochonost från Haute-Savoie. Receptet kan variera något, men typiskt lägger man ett lager kall kokt skivad potatis i en ugnsform, sedan ett lager stekt lök och bacon, sedan ytterligare ett lager potatis varefter man häller över något grädde eller crème fraîche. Slutligen täcks det hela med ett lager reblochonbitar, varefter en eller ett par deciliter torrt vitt vin hälls över anrättningen som gratineras i ugn.

## Ursprung
Det moderna receptet bygger på pela, en traditionell potatisgratäng med lök och ost som gjordes i speciell gjutjärnspanna med långt skaft som på arpitan kallades just pela (jfr. franskans poêle, stekpanna). Receptet uppdaterades på 1980-talet av Syndicat Interprofessionnel du Reblochon för att öka försäljningen av reblochon. Namnet tartiflette kommer av det savojardiska namnet på potatis tartiflâ som även förekommer i provensalskan i formen tartifle.